# Закавкаска Совјетска Федеративна Социјалистичка Република
Закавкаска Совјетска Федеративна Социјалистичка Република (скр. ЗСФСР или Закавкаска СФСР; рус. Закавказская Советская Федеративная Социалистическая Республика, скраћ. ЗСФСР) је била краткотрајна (1922—1936) совјетска република, коју су чинили Грузија, Јерменија и Азербејџан. Ова федерација је у Совјетским Савезу била позната као Закавкаска Република (рус. Закавказская Республика). Главни град републике је био Тбилиси.
Република води своје корене од распада Руске Империје 1917, током Руске револуције, када су се кавкаске провинције отцепиле и покушале да оснују своју савезну државу Закавкаску Федерацију (рус. Закавказская Федерация). Сукобљени национални интереси и рат са Турском су довели до распада републике пола године касније, у априлу 1918.
У следећим година, три конституитивне територије су прошле кроз грађански рат уз активно ангажовање Црвене армије и постале су совјетске републике. Марта 1922, подручје је поново уједињено као унија совјетских република. Унија је оснивањем Совјетског Савеза реорганизована у једну републику децембра те године. Године 1936, република је распуштена, а три регије су постале Грузијска, Јерменска и Азербејџанска ССР.